# Zdenekiana yui
Zdenekiana yui är en stekelart som beskrevs av Yang 1996. Zdenekiana yui ingår i släktet Zdenekiana och familjen puppglanssteklar. Inga underarter finns listade i Catalogue of Life.